# Wanderlust (chanson de The Weeknd)
Pour les articles homonymes, voir Wanderlust (homonymie).
Singles de The Weeknd
Or Nah (Remix) (en)
(2014) Often
(2014)
Wanderlust est une chanson du chanteur canadien The Weeknd parue sur son premier album Kiss Land. La chanson est écrite par The Weeknd, Danny Schofield, Ahmad Balshe, Jason Quenneville, Richard Munoz, Joseph Bostani, Sylhouette Musmin et Bert Tamaela. Elle est produite par The Weeknd, Schofield et Quenneville. Elle est sortie le 31 mars 2014 en tant que sixième et dernier single de l'album. 
Elle échantillonne en majeure partie la chanson Precious Little Diamond de 1984 du groupe disco néerlandais Fox the Fox. Un remix de Wanderlust par Pharrell Williams est sorti le 16 mai 2014 et apparaît comme une piste bonus sur l'édition iTunes de Kiss Land.

## Composition
La chanson est interprétée dans la tonalité de ré mineur avec un tempo de 115 battements par minute,. Elle échantillonne en grande partie la chanson Precious Little Diamond du groupe néerlandais de disco Fox the Fox sortie en 1984.

## Crédits
Crédits provenant de Tidal.
- Abel Tesfaye (The Weeknd) - chant, écriture, composition, production
- Daniel Schofield (en) (DannyBoyStyles) - écriture, composition, production, ingénieur d'enregistrement, personnel du studio
- Jason Quenneville (en) (DaHeala) - écriture, composition, production, ingénieur du son, personnel du studio
- Ahmad Balshe - écriture, composition
- Richard Munoz - écriture, composition
- Joseph Bostani - écriture, composition
- Sylhouette Musmin - écriture, composition
- Bert Tamaela - écriture, composition
- Brandon "Bizzy" Holemon - guitare, interprète associé
- Goggs - ingénieur du son, personnel du studio
- Manny Marroquin (en) - mixage, personnel du studio
- Chris Galland  - assistant au mixage, personnel du studio
- Delbert Bowers  - assistant au mixage, personnel du studio

## Liste de titres
| 1. | Wanderlust (Steve Pitron & Max Sanna Club Mix)   | 6:36 |
| 2. | Wanderlust (Steve Pitron & Max Sanna Radio Edit) | 3:45 |
| 3. | Wanderlust (Clean Bandit Remix)                  | 3:16 |

| 1. | Wanderlust (Pharrell Remix) | 5:05 |

## Classements et certifications

### Classements hebdomadaires
| Classement (2014)   | Meilleure position |
| ------------------- | ------------------ |
| Canada (Hot 100)    | 45                 |
| Canada (CHR/Top 40) | 14                 |
| Canada (Hot AC)     | 40                 |

### Certifications
| Pays                                                                    | Certification | Ventes  |
| ----------------------------------------------------------------------- | ------------- | ------- |
| Canada (Music Canada)                                                   | Or            | 40 000^ |
| ^Mise en rayon selon la certification xNon précisé par la certification |               |         |

## Historique de sortie
| Pays        | Date         | Format                                 | Version        | Label(s)        | Réf.   |
| ----------- | ------------ | -------------------------------------- | -------------- | --------------- | ------ |
| Royaume-Uni | 31 mars 2014 | Diffusion radio (succès contemporains) | Original       | - XO - Republic | [ 11 ] |
| Royaume-Uni | 16 mai 2014  | Téléchargement                         | Original       | - XO - Republic | [ 2 ]  |
| Canada      | 19 mai 2014  | Téléchargement                         | Original       | - XO - Republic | [ 12 ] |
| Divers      | 26 mai 2014  | Téléchargement                         | Remixes EP     | - XO - Republic | [ 1 ]  |
| Royaume-Uni | 13 juin 2014 | Téléchargement                         | Pharrell Remix | - XO - Republic | [ 13 ] |
| Divers      | 17 juin 2014 | Téléchargement                         | Pharrell Remix | - XO - Republic | [ 1 ]  |